# Rózsagubacs darázs
A borzas rózsagubacs okozója a közönséges rózsagubacsdarázs (Diplolepis rosae) amely darázsfaj a hártyásszárnyúak (Hymenoptera) rendjébe, ezen belül a gubacsdarazsak (Cynipidae) családjába tartozik. A faj szűznemzéssel (partenogenezissel) szaporodik: a hímek aránya igen alacsony a populációkban. Évente egy nemzedéke fejlődik ki. Az imágók a beérett gubacsok kamráit március-április hónapokban hagyják el. A gubacsok rendszerint többkamrásak, akár 10–15 cm átmérőjűek is lehetnek. Monofág faj, a gazdanövények kizárólag a rózsa (Rosa sp.) nemzetségbe tartoznak, leggyakrabban a gyepűrózsán (Rosa canina) és a rozsdás rózsán (Rosa rubiginosa) figyelhetők meg a gubacsok.
A fiatal gubacs külső szerkezete zöldes-vöröses bojtra emlékeztet, beérése után megbarnul és elfásodik. A kamrák átmérője 5–6 mm és számuk hatványosan változik a gubacs átmérőjével. A gubacsok a rügyeken, ritkábban leveleken jelennek meg, azonban a virágokon is találhatunk borzas gubacsokat.

## A borzas rózsagubacs közössége
A gubacsokban nem csupán a gubacsokozó darazsak, hanem egy ún. társbérlőnek (inquiline) nevezett, szintén a gubacsdarazsak szűkebb rokonsági körébe tartozó faj is megtalálható. A Periclistus brandtii nőstényei csak gubacsszövetekben képesek gubacsokat létrehozni. Kamránként 5-6 kis kamrát hoznak létre lárváik. A gubacsokozó lárváit a társbérlő lárvák növekvő kamrái pusztítják el.
A társbérlő fajon kívül a közösségben számos fémfürkész (Hymenoptera: Chalcidoidea) és néhány valódi fürkész (Hymenoptera: Ichneumonidae) faj is megtalálható.

## Szűkebb rokonsági kör
A borzas rózsagubacs közeli rokonságát a következő fajok alkotják Európában: Diplolepis mayri, D. nervosa, D. eglanteriae és Diplolepis spinosissimae. Törökországban megtalálhatóak a Diplolepis fructuum, valamint Szardínia szigetén a Liebelia cavarae fajok.